# Maján
Maján es un municipio y localidad española de la provincia de Soria, en la comunidad autónoma de Castilla y León. El término municipal, ubicado en la comarca de Almazán, tiene una población de 9 habitantes (INE 2024). 

## Geografía
Tiene un área de 30,39 km². Pertenece al partido judicial de Almazán. Desde el punto de vista jerárquico de la Iglesia católica forma parte de la diócesis de Osma la cual, a su vez, pertenece a la archidiócesis de Burgos.

## Historia
A la caída del Antiguo Régimen la localidad se constituye en municipio constitucional en la región de Castilla la Vieja, partido de Almazán. que en el censo de 1842 contaba con 71 hogares y 286 vecinos. A mediados del siglo XIX, el lugar tenía unas 75 casas. Aparece descrito en el undécimo volumen del Diccionario geográfico-estadístico-histórico de España y sus posesiones de Ultramar de Pascual Madoz de la siguiente manera:

MAJAN: l. con ayunt. en la prov. de Soria (6 leg.), part. jud. de Almazan, aud. terr. y c. g. de Burgos (32), dióc. de Sigüenza (8): sit. en una colina con esposicion al N. y libre ventilacion; su clima es frio y muy propenso á pulmonias y dolores de costado: tiene 75 casas, la consistorial, cárcel, escuela de instruccion primaria frecuentada por 30 alumnos, á cargo de un maestro dotado con 30 fan. de trigo; una igl. parr. (La Purísima Concepcion); servida por un cura y un sacristan; contiguo a la igl. y en posicion que no ofende ala salubridad pública, se encuentra el cementerio desde el que se descubre una larga estension de terreno; fuera de la poblacion, pero muy inmediatas á la misma, hay 2 fuentes de buenas aguas, de las que se surte el vecindario para beber y demas usos domésticos. térm.: confina N. Nolay y Velilla; E. Canamaque; S. Alentisque y Momblona, y O. Soliedra y Escobosa; dentro de él se encuentran varias fuentes de buenas aguas; el terreno es quebrado, pedregoso y flojo: comprende 2 montes de bastante estension, poblados de encina y roble y muy bien conservados. caminos: los locales y los que dirigen de Soria á Aragon, y de Sigüenza á Agreda, todos de herradura en buen estado. correo: se recibe v despacha en la estafeta de Almazan. prod.: trigo, cebada, centeno, lentejas, almortas, yeros, bellota, leñas de combustible y carboneo, y yerbas de pasto, con las que se mantiene ganado lanar, vacuno mular y de cerda: abunda la caza de conejos, liebres y perdices, y no faltan lobos y zorras. ind.: la agrícola y recria de ganados; tambien se dedican algunos vec. al carboneo, cuando se permiten cortas. comercio: esportacion del sobrante de frutos, lana y ganados, particularmente de cerda, é importacion de los art. que faltan. pobl.: 71 vec., 286 alm. cap. imp.: 46,516 rs. 10 mrs. presupuesto municipal: 1,500 rs., se cubre con los fondos de propios y arbitrios, y reparto vecinal.
(Madoz, 1848, p. 31)

## Demografía
Cuenta con una población de 9 habitantes (INE 2024).
| Gráfica de evolución demográfica de Maján entre 1842 y 2021                                                           |
| |
| Población de derecho según los censos de población del INE. Población de hecho según los censos de población del INE. |

## Patrimonio

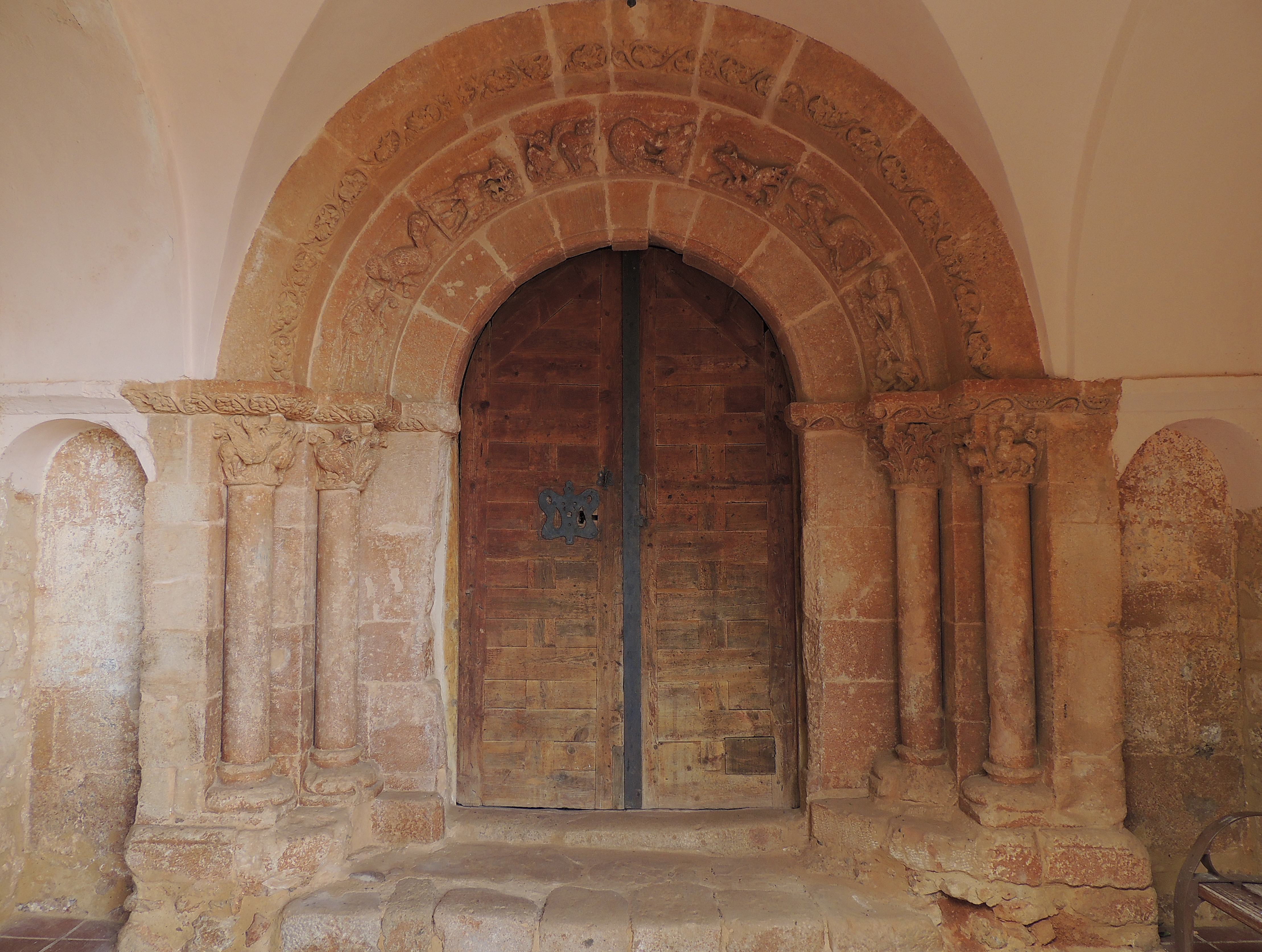
Iglesia de la Inmaculada Concepción

En la localidad hay una iglesia bajo la advocación de la Purísima Concepción.